# Адель Голдстайн
Адель Голдстайн (англ. Adele Goldstine, до шлюбу Кац, англ. Adele Katz 21 грудня 1920 — листопад 1964) — американська програмістка, написала першу комп'ютерну документацію — повне керівництво для першого електронно-цифрового комп'ютера ENIAC. Її робота внесла суттєвий внесок у перетворення ЕНІАК з машини, яку потрібно було перепрограмувати кожен раз наново, в комп'ютер, здатний виконувати будь-яку операцію з заздалегідь збереженого набору з п'ятдесяти інструкцій.

## Біографія
Адель Кац народилася в Нью-Йорку 21 грудня 1920 року в єврейській родині. Вчилася в середній школі при Гантерскому коледжі, потім і в самому коледжі. По завершенню бакалаврату поступила до Мічиганського університету, де здобула магістерський ступінь з математики. Там зустріла Германа Голдстайна, військового, який керував проектуванням ENIAC, і одружилася з ним у 1941 році.
У воєнні та післявоєнні роки Адель Голдстайн активно брала участь як в програмуванні, так і в перепроєктуванні ENIAC у співпраці як з першою командою програмістів, так і, наприклад, з Джоном фон Нейманом (в Лос-Аламоській національній лабораторії, де вона формулювала завдання для вирішення на ENIAC).
У 1952 та 1959 роках народила двох дітей. У 1962 в Адель Голдстайн діагностували рак, від якого вона померла через два роки.

## Робота над ENIAC
Працюючи в Школі Мура вчителькою математики, Голдстайн вчила обчислювачів виконувати річний розрахунок стрільби по таблиці траєкторій. Її колишні учениці стали першимпи програмістками ENIAC: Кей Макналті, Бетті Джин Дженнінгс, Бетті Снайдер, Мерлін Вескофф, Фран Білас та Рут Ліхтерман. Після того, як вони навчилися «програмувати» (перекомутація дротів і провертання лічильника) ENIAC за допомогою логічних і електричних блок-схем, Голдстайн написала знамените керівництво з використання.
У 1946 році Голдстайн керувала перепроєктуванням ENIAC для використання збережених в пам'яті програм. Крім неї в проекті брали участь Джин Бартік та Дік Кліппінгер, а також Джон фон Нейман, якого найняли консультантом з вибору набору інструкцій. «Програмування» нової машини все ще здійснювалося дротами, але замість повного їх перепідключення досить було закодувати плановані до виконання команди в трьох таблицях функцій, які до того використовувалися тільки для зберігання допоміжних даних при розрахунку траєкторій. Пізніше Джин Бартік говорила, що їй довелося співпрацювати з трьома прекрасними програмістами: Адель Голдстайн, Бетті Холбертон та Арт Герінг. Крім цього проекту, пізніше Бартік та Голдстайн програмували в команді з Авраамом Таубом з Прінстона.